# Colonna sonora de La rivoluzione di Utena

Immagine della sigla d'apertura dell'anime La rivoluzione di Utena

Questa pagina raccoglie tutti i CD contenenti la colonna sonora dell'anime La rivoluzione di Utena, realizzata dal compositore anglo-giapponese Julius Arnest Seazer.

## Shoujo Kakumei Utena Original Soundtrack Vol.1
Shoujo Kakumei Utena Original Soundtrack Vol.1 è il primo CD musicale contenente la colonna sonora dell'anime.
Tracce
1. Shoujo Kakumei - ouverture
2. Rondo - revolution
3. Subtitle
4. Hikarisasu Niwa
5. Gakuen no Scarlet (Utena no Theme)
6. Gakuen no Lyrics
7. Jab Up Beauty
8. Bara no Tameiki (Anthy no Theme)
9. Yuuga na Kanojo
10. Sono Kanojo no Higeki
11. Butou no Eros
12. Kokoro no DICE
13. Mienai Bara
14. Tsuioku no Rakuen
15. Shi no Aphrodite
16. Hikarisasu Niwa - Illusion
17. Taiyou wo Iru Mono
18. Passionate
19. Kioku no Idea
20. Densetsu - Kami no Na ha Abraxas
21. Eye Catch
22. Kashira Seijin (Kagee Shoujo no Theme)
23. Zettai Unmei Mokushiroku
24. Kettousha tachi
25. Dios he no Inori
26. When Where Who Which (EP#1)
27. Nikutai no Naka no Koseidai (EP#2)
28. Spira Mirabilis Gekijou (EP#5)
29. Tenshi Souzou Sunawachi Hikari (EP#7)
30. Last Evolution (EP#10)
31. Fuuin Jubaku (EP#11)
32. Nanbito mo Kataru Koto Nashi (EP#12)
33. Zettai Unmei Mokushiroku (industrial mix)
34. Jikai Yokoku
35. truth
36. Zettai Unmei Mokushiroku (karaoke)

## Shoujo Kakumei Utena Original Soundtrack Vol.2 - Virtual Star Hasseigaku
Shoujo Kakumei Utena Original Soundtrack Vol.2 - Virtual Star Hasseigaku è il secondo CD musicale contenente la colonna sonora dell'anime.
Tracce
1. Virtual Star Hasseigaku
2. Fujingekiron Gattaijutsu
3. Kakuu Kakokei Majinai
4. Chikyuu wa Jinbutsu Chinretsushitsu
5. Ensuikei Zettairan Algebra
6. Seijuku Nenrei Toumeiki
7. Gentouchouga Juuroku Seiki
8. Rinbu "Revolution" (TV Size)
9. Shi no Aphrodite: Tsuioku
10. Hitotoki no Jouryuu
11. Houkago no Shoujo-tachi
12. Panorama Ranman
13. Chinkonkyoku
14. Dona Dona
15. Hitomi no Naka no Yokan
16. Yumir Miru Saibou
17. Arasoi no Jouka e
18. Nagusami no Kyoushuu
19. Nemuro Kinenkan
20. Eien no Himitsu
21. Kokuhaku Shoukoushitsu - Kuusou no Warui Mushi
22. Mitsu no Knife
23. Gougai Shoujo (Saru)
24. Shi no Butou
25. Zettai Unmei Mokushiroku with Banyuu Inryoku
26. Tsumi no Kajitsu
27. Truth (TV Size)
28. Virtual Star Hasseigaku (TV Size)

## Shoujo Kakumei Utena Original Soundtrack Vol.3 - Tainai Tokei Toshi Oruroi
Shoujo Kakumei Utena Original Soundtrack Vol.3 - Tainai Tokei Toshi Oruroi  è il terzo CD musicale contenente la colonna sonora dell'anime.
Tracce
1. Poison
2. Watashi Kuusou Seimeitai
3. Morning lyrical
4. Victory
5. Evergreen memory
6. Nova
7. Virtual Star Hasseigaku
8. Pessimism
9. Possession
10. Bluebeard
11. Heizoku Uchuu ni Fumetsu no Koutei
12. Tenderness
13. Campas Dandy
14. Temptation
15. Tenshi Androgynous
16. Suspicion
17. Watashi Banbatsu Hyaku Fushigi
18. Aphrodite scat
19. Ambition
20. Alien Girl
21. Tennen Douhou Kyuuden Enkinhou no Sho
22. Akio car
23. Picaresque
24. Guui Guuwa Guu-est
25. Orpheus
26. Shine
27. Tainai Tokei Toshi Oruroi
28. Rose and Release
29. Eyecatch A
30. Gertsen no Kubi
31. Sakasama Boku to Boku no Heya
32. Virtual Star Hasseigaku (TV Size)
33. Eyecatch B

## Shoujo Kakumei Utena Original Soundtrack Vol.4 - Seazer Original Gasshoukyokushuu Tenchi Souzou Sunawachi Hikari
Shoujo Kakumei Utena Original Soundtrack Vol.4 - Seazer Original Gasshoukyokushuu Tenchi Souzou Sunawachi Hikari è il quarto CD musicale contenente la colonna sonora dell'anime.
Tracce
1. Last Evolution - Shinka Kakumei Zenya
2. Nikutai no Naka no Koseidai
3. Chikyuu wa Jinbutsu Chinretsushitsu
4. Missing Link
5. Nanibito mo Kataru Koto Nashi
6. W no Yogen
7. Kakuu Kakokei Majinai
8. Spira Mirabilis Gekijou
9. Adolescence Mokushiroku
10. Zettai Unmei Mokushiroku with Banyuu Inryoku
11. Tenshi Souzou Sunawachi Hikari
12. Tenshi Souzou Sunawachi Hikari - karaoke

## Shoujo Kakumei Utena Original Soundtrack Vol.5 - Watashi to Engage Shite…
Shoujo Kakumei Utena Original Soundtrack Vol.5 - Watashi to Engage Shite... è il quinto CD musicale contenente la colonna sonora dell'anime.
Tracce CD 1
1. Dai 1 Maku: Bara no Kokuin (Drama)
2. Nouvelle mariee
3. Dai 2 Maku: Kettousha-tachi (Drama)
4. Foi
5. Dai 3 Maku: Haitoku no Kyoudai (Drama)
6. Fascination
7. Dai 4 Maku: Engage Shite… (Drama)
8. Bal
9. Dai 5 Maku: Shower no Kare (Drama)
10. Chuchu
11. Programme de Radiodiffusion
12. Ondes electriques
13. Dai 6 Maku: Onegai! Haniwaccha!! (Drama)
14. Animal sauvage
15. Dai 7 Maku: Kozue dake no Miki (drama)
16. Icone
17. Croix
18. Tentation
19. Dai 8 Maku: Fukaki Ruriiro no Kage (Drama)
20. Terre promise
21. Konnichiwa Aka-chan
22. Yoake no Scatt
23. Dona Dona
24. Dai 9 Maku: Lucifer no Wana (Drama)
25. Confession
26. Pretre
27. Redemption
28. Dai 10 Maku: Sekai wo Kakumei Suru Mono (Drama)
29. Fruit defendu
30. Dai 11 Maku: Watashi no Ouji-sama (Drama)
31. Baiser
32. Dai 12 Maku: Itsuka Issho ni Kagayaite (Drama)
33. Rose and Release (Karaoke)
34. Dai 13 Maku: Watashi to, Anata ga, Mou Ichido... (Drama)

Tracce CD 2
1. Bara no Kokuin no Tegami (1)
2. Tsuyoku Kedakaku
3. Ouji-sama ga Ii
4. Sekai wo Kakumei Suru Tame Ni (1)
5. Zettai Unmei Mokushiroku (1)
6. Bara no Hanayome
7. Kagee Shoujo (1)
8. Welcome (2)
9. Eyecatcher
10. Butoukai no Yoru ni
11. Duelist
12. Onna no Ko no Kisetsu
13. Hana no Nai Bara
14. Mamotte Hoshii
15. Arigatou Ai wo
16. Rinbu "Revolution" (TV Size)

## Shoujo Kakumei Utena Original Soundtrack Vol.6 - Réincarnation Nirvanienne de la Belle-Mon Andromède
Shoujo Kakumei Utena Original Soundtrack Vol.6 - Réincarnation Nirvanienne de la Belle-Mon Andromède è il sesto CD musicale contenente la colonna sonora dell'anime.
Tracce
1. Ohtori Gakuen Kouka (Sega Saturn Opening Inst.)
2. Rinbu - Revolution
3. Gakuen No Scarlet
4. Arasou No Jouka E
5. Sekai Wo Kakumei Suru Tame Ni
6. Zettai Unmei Mokushiroku
7. Spira Mirabilis Gekijou
8. Tenshi Souzou Sunawachi Hikari With Banyuu Inryoku
9. Eyecatch
10. Nemuro Kinenkan
11. Watashi Kuusou Seimeitai
12. Virtual Star Hasseigaku [TV Size]
13. Subtitle
14. Butou No Eros
15. Chikyuu Wa Jinbutsu Chinretsushitsu
16. Watashi Banbatsu Hyaku Fushigi
17. Jikai Yokoku
18. Gakuen No Lyric
19. Onna No Ko No Kisetsu
20. Eyecatch 2
21. Poison
22. Akio Car
23. Orpheus
24. Sofia - Kamigami No Tsuba
25. Baiser [Kisu]
26. Arigatou Ai Wo
27. Truth
28. (Movie Flash Prelude)

## Shoujo Kakumei Utena Original Soundtrack Vol.7 - Utinam Reviviscat Medium Aevum!
Shoujo Kakumei Utena Original Soundtrack Vol.7 - Revive! - Utinam Reviviscat Medium Aevum è il settimo CD musicale contenente la colonna sonora dell'anime.
Tracce
1. Revival Record of Rose Egg
2. Astragalous Earth Backgammon
3. Historical Watchtower [Desert of Letters]
4. The Solitary Existence of the Petite Universe: A History
5. Cradled in the Grave of the World - In the Hands of the Worl
6. Water Drop that Means the Universal Origin
7. The Oceanic Moon Dies in Indigo
8. Absolute Delusion [Das Erotica]
9. Deforume-Dejyaboo
10. Reminiscence Performance
11. Shura - Corporal Constellation aYz Nebula
12. We Who Have Cast Ourselves Aside Become Fallen Angels
13. Revive! Infinite History [Medium Aevum]

## Shoujo Kakumei Utena Original Soundtrack Vol.8 - Adolecence Mokushiroku
Shoujo Kakumei Utena Original Soundtrack Vol.8 - Adolecence Mokushiroku  è l'ottavo CD musicale contenente la colonna sonora dell'anime.
Tracce
1. Rose is Rain -Bara Tango Sosei Roku
2. Scarlet-tachi no Butou - Saikai
3. Bara no Kokuin - Kuchuu Teien no Hanayome
4. Duelist - Yomigaere! Mukyuu no Reikishi "Chuusei" yo
5. Illusion - Akio no Sanagi
6. Belladonna no Wana
7. Toki ni Ai Wa
8. Akio Enbukyou - Video na Kioku
9. Bara no Rashin "Shura" Nikutai Seiza Alpha Psi Zeta Seiun
10. Abraxas - Hikari Sasu Niwa
11. Zettai Unmei Mokushiroku - Adolesence of Utena
12. Kessen - Beruzeburu no Oujou
13. rinbu - revolution (Adolesence Rush)
14. Fiancee ni Naritai (Symphonic Instrumental)

## Shoujo Kakumei Utena Original Soundtrack Vol.9 - Bara Tamago Sosei Roku SOFIA -Chuusei Yo Yomigaere!-
Shoujo Kakumei Utena Original Soundtrack Vol.9 - Bara Tamago Sosei Roku SOFIA -Chuusei Yo Yomigaere!-  è il nono CD musicale contenente la colonna sonora dell'anime.
Tracce
1. bara tamago sosei roku
2. ASUTORAGARUSU chikyuu sugoroku
3. rekishi bourou "moji sabaku"
4. puchi banshou no seimei kodoku shi
5. sekai tsuya dan no yuri kago de - IN THE HANDS OF THE WORLD
6. suiteki sunawachi ban'yuu shi minamoto
7. kaigetsu ai ni shisu
8. zettai kobiwaku "TA EROTIC"
9. deforume dejavu
10. tsuisou no henshin fu «arano yori»
11. SHURA nikutai seiza alpha psi zeta seiun
12. warera mizukara wo kiteta da tenshi nari
13. yomigaere! mukyuu no rekishi "chuusei" yo